# Ruselija
Ruselija (ruzelija; lat. Russelia), biljni rod iz porodice trpučevki  (Plantaginaceae). Pripadaju mu 43 vrste rasprostranjene od Meksika do Kube, i na jug preko Srednje Amerike do Kolumbije. Znatan broj vrsta meksički su endemi. Opisan je u Enum. Syst. Pl., 1760.

## Etimologija
Rod je dobio ime po škotskom prirodoslovcu Alexanderu Russellu.

## Opis
Rod su vazdazelenih grmova i polugrmova.

## Vrste
1. Russelia campechiana Standl.
2. Russelia coccinea (L.) Wettst.
3. Russelia contrerasii B.L.Turner
4. Russelia conzattii Carlson
5. Russelia cora Méndez-Lar. & O.Téllez
6. Russelia cuneata B.L.Rob.
7. Russelia equisetiformis Schltdl. & Cham.; tip.
8. Russelia floribunda Kunth
9. Russelia furfuracea Brandegee
10. Russelia grandidentata Carlson
11. Russelia hintonii Lundell
12. Russelia iltisneeana B.L.Turner
13. Russelia jaliscensis B.L.Rob.
14. Russelia lanceifolia Lundell
15. Russelia leptopoda Lundell
16. Russelia longipedunculata Pérez-Calix
17. Russelia longisepala Carlson
18. Russelia maculosa Lundell
19. Russelia manantlana B.L.Turner
20. Russelia multiflora Sims
21. Russelia obtusata S.F.Blake
22. Russelia parvifolia Carlson
23. Russelia polyedra Zucc.
24. Russelia pringlei B.L.Rob.
25. Russelia pubescens Lundell
26. Russelia purpusii Brandegee
27. Russelia retrorsa Greene
28. Russelia rotundifolia Cav.
29. Russelia rugosa B.L.Rob.
30. Russelia sarmentosa Jacq.
31. Russelia sonorensis Carlson
32. Russelia staleyae Carlson
33. Russelia standleyi Carlson
34. Russelia syringifolia Schltdl. & Cham.
35. Russelia tehuana Pérez-Calix & Guzm.-Díaz
36. Russelia tenuis Lundell
37. Russelia tepicensis B.L.Rob.
38. Russelia teres Lundell
39. Russelia ternifolia Kunth
40. Russelia tetraptera S.F.Blake
41. Russelia verticillata Kunth
42. Russelia villosa Lundell
43. Russelia worthingtonii B.L.Turner

## Sinonimi
- Flamaria Raf.; New Fl. Am. 2: 71 (1836)